# جیمز منینگ
جیمز منینگ (James Manning) (زادهٔ ۲۲ اکتبر ۱۷۳۸ – درگذشتهٔ ۲۹ ژوئیه ۱۷۹۱) کاهن باپتیست، معلم و قانون‌گذار آمریکایی اهل پراویدنس، رودآیلند (ایالتی در نیوانگلند منطقه شمال شرقی ایالات متحده) بود. او اولین رئیس دانشگاه براون و یکی از مهم‌ترین بنیان‌گذاران آن بود و به عنوان کشیش اولین کلیسای باپتیست در آمریکا خدمت کرد.

## اوایل زندگی و تحصیلات
جیمز منینگ در الیزابت تاون نیوجرسی به‌دنیا آمد. در ۱۸ سالگی، در آکادمی هپ‌ول در هپ‌ول، نیوجرسی زیر نظر کشیش، ایزاک ایتان برای آماده شدن برای مطالعات مذهبی خود شرکت کرد. در ۱۷۶۲ از کالج نیوجرسی که بعدها به دانشگاه پرینستون تبدیل شد، فارغ‌التحصیل گشت. در پرینستون، منینگ زیر نظر رئیس، ساموئل فینلی تحصیل کرد، کسی که زیر نظر هیئت امنایی خدمت می‌کرد، آن‌ها اعلام کرده بودند: «ایده ما این است که دانشمندان خوب و اعضای مفید جامعه را به جهان بفرستیم». یکی از ۱۳۰ فارغ‌التحصیلی که فینلی در طول پنج سال ریاست خود فرستاد، کشیش جیمز منینگ بود. او در سال فارغ‌التحصیلی از پرینستون با مارگارت استایتز ازدواج کرد و چند هفته پس از ازدواج، به‌طور عمومی توسط کلیسای باپتیست اسکاچ پلین، نیوجرسی منصوب شد.

## ریاست دانشگاه براون
در ۱۷۶۴، منینگ توسط انجمن باپتیست فیلادلفیا برای تأسیس یک کالج در رودآیلند، به مهد باپتیست‌های آمریکایی، فرستاده شد. منینگ با همراهی اهالی برجسته رودآیلند، یکی از بنیان‌گذاران کالج در مستعمره انگلیسی رودآیلند و مزرعه پراویدنس (دانشگاه براون امروزی) در دوران استعمار بریتانیا بود. منینگ به عنوان اولین رئیس دانشگاه براون از ۱۷۶۵ تا ۱۷۹۱ خدمت کرد. او ابتدا دانشگاه را در محل قلمروی کشیشی خود و خانه ملاقات باپتیست در وارن، رودآیلند به راه انداخت. دانشگاه در ۱۷۷۰ به پراویدنس نقل مکان کرد و در دوران تصدی او اولین ساختمان‌های خود را در تپه کالج با کمک خانواده براون ساخت. کشیش جیمز منینگ در حالی به عنوان اولین رئیس براون خدمت می‌کرد که «به همراه یک برده شخصی وارد رود آیلند شد».
کشیش منینگ اولین کتاب خود را به کتابخانه کالج داد، فرهنگ لغت والنتین شیندلر پنتاگلتون عبری، کلدانی، سیراکوم، تلمودی‌خاخامی و عربی (در این کتاب واژگان عبری و چهار زبان سامی دیگر به لاتین ترجمه شده‌است) که در ۱۶۱۲ در هانوفر آلمان چاپ شد.
در فوریه ۱۷۸۶، رابرت کارتر سوم، ویرجینیایی برجسته در مزرعه نومانی هال در ویرجینیا، به رئیس منینگ در مورد دو پسرش جورج و جان تسکر کارتر که قرار بود در دانشگاه ثبت نام کنند و با منینگ همراه شوند، نوشت: «آن‌ها بلافاصله از بوستون برای ورود به دانشگاه شما در پراویدنس فرستاده می‌شوند. من از شما خواهش می‌کنم که شما را به عنوان پدر رضاعی منصوب کنم، با بیان اینکه آرزوی من این است که هر دو پسر باید شخصیت‌های فعال در زندگی شوند».
منینگ در ۱۷۶۹ اولین ریاست براون را بر عهده گرفت که در آن زمان هفت دانشجو مدرک لیسانس هنر و ۲۱ نفر درجهٔ افتخاری دریافت کردند. در دوران تصدی وی، ۱۶۵ مرد؛ شامل ۴۳ روحانی، ۲۹ وکیل، ۱۹ پزشک، ۱۹ دبیر، ۱۲ قاضی، ۱۲ بازرگان، ۶ استاد، ۶ نماینده کنگره، ۲ رئیس دانشکده، ۲ وزیر ایالات متحده، ۱ کنسول ایالات متحده آمریکا، ۱ فرماندار و ۱ کتابدار، مدرک دریافت کردند.

## دورهٔ انقلابی آمریکا
طبق گزارش‌ها، در ۱۷۷۴،  منینگ در یک سخنرانی در تالار کارپنتر (تالار گردهمایی نجاران) فیلادلفیا که شخصیت‌های برجسته‌ای از ماساچوست، نیوجرسی، پنسیلوانیا و مستعمرات دیگر، حضور داشتند، استدلالی به نفع آزادی مذهبی ارائه کرد:
نویسندهٔ مشهوری در سیاست گفته که دو چیز ارزش بحث کردن را دارد: دین و آزادی. برای دومی، در حال حاضر شرافت‌مندانه خودمان در تمام این قارهٔ گسترده تلاش می‌کنیم، مطمئناً هیچ‌کس نیست که در سینه‌اش گرمای میهن‌پرستی را به نمایندگی از آزادی مدنی احساس کند و بتواند در برابر شعلهٔ نجیب‌تر آزادی مذهبی، بی‌تفاوت بماند.
در جریان انقلاب آمریکا، منینگ به عنوان رئیس براون در ۱۷۸۰ در زمانی خدمت می‌کرد که نیروهای فرانسوی به فرماندهی کنت دو روکامبو که نیروهای اعزامی توسط پادشاه لویی شانزدهم فرانسه را رهبری می‌کرد، در نیوپورت، رودآیلند برای کمک به نیروهای آمریکایی در جنگ انقلابی آمریکا به فرماندهی ژنرال جورج واشینگتن، وارد شدند. این نیروهای متحد به مدت یک سال در رودآیلند مستقر بودند تا قبل از اینکه در ۱۷۸۱ یک لشکرکشی (مسیر انقلابی واشینگتن) ۶۰۰ مایلی (۹۷۰ کیلومتری) از رودآیلند تا ویرجینیا را آغاز کنند، جاییکه آن‌ها با نیروهای بریتانیایی فرستاده شده توسط پادشاه جورج سوم از یونایتد کینگدم در یورک تاون، شبه جزیره ویرجینیا، در نبرد چساپیک جنگیدند و آن‌ها را شکست دادند. در طول سال آماده‌سازی در رود آیلند، زمین کالج براون به محل اردوگاه سربازان تبدیل شد و عمارت کالج در براون (که بعدها به تالار دانشگاه تغییر نام داد) به یک بیمارستان نظامی تبدیل شد.

## رهبری مدنی برای رودآیلند در کنگره
در ۱۷۸۶، مجمع عمومی رود آیلند با اکثریت آرا، جیمز منینگ را به عنوان نمایندهٔ خود در هفتمین کنگرهٔ کنفدراسیون انتخاب کرد. در آن سمت، او در کمیتهٔ بزرگ که اصلاحات اساسی برای اصول کنفدراسیون پیشنهاد می‌کرد، خدمت نمود. منینگ همراه با رئیس‌جمهور آینده؛ جیمز مونرو و سناتور آینده ایالات متحده و فرماندار کارولینای جنوبی؛ چارلز پینکنی، در کنگره خدمت کرد.
در تاریخ باپتیست‌ها، گزارش شده که رئیس منینگ، نقش الهام‌بخشی در متقاعد کردن مجمع تصویب‌کنندهٔ ماساچوست، برای تصویب قانون اساسی ایالات متحده داشته‌است:
وقتی قانون اساسی ایالات متحده برای تصویب به استان‌ها ارائه شد، در مورد تصویب آن تردید وجود داشت. ماساچوست و ویرجینیا استان‌های محوری بودند. ماساچوست به‌طور مساوی تقسیم شد و تنها با تلاش منینگ، استیلمن و بکوس بود که قانون اساسی توسط آن استان تصویب شد. اکثریت نوزده رأی بود. در آخرین روز جلسه، ۱۸۷ موافق و ۱۶۸ مخالف وجود داشت و «قبل از طرح سؤال نهایی، فرماندار هنکوک، رئیس، از  منینگ دعوت کرد تا دعوت رسمی را با دعا ببندد. دعای میهن‌پرستی رفیع بود و هر دلی پر از حرمت شد».

## کاهن باپتیست
زمانی که منینگ به عنوان رئیس براون خدمت می‌کرد، ابتدا کشیش کلیسای باپتیست در وارن بود و سپس برای دورهٔ ژوئیه ۱۷۷۱ تا آوریل ۱۷۹۱ به خدمت اولین کلیسای باپتیست در آمریکا در پراویدنس درآمد. مانند دانشگاه، در ۱۷۷۴–۱۷۷۵، منینگ کلیسا را در ساختمان رهبری کرد. ساختمان کنونی آن به «عبادت عمومی» و برای «برگزاری مراسم» اختصاص یافته‌است. استفان گانو برادرزاده منینگ در ۱۷۹۲ کشیش شد.

## مدال رئیس جیمز منینگ
دفتر روحانیون و زندگی مذهبی دانشگاه براون هر ساله بر اساس توضیحات جایزه که در فرم نامزدی توضیح داده شده‌است، به افتخار منینگ به یکی از اعضای فارغ‌التحصیل کلاس، مدالی اعطا می‌کند:
مدال رئیس جیمز منینگ به یک [فارغ‌التحصیل ارشد] اعطا می‌شود که در مطالعه و عمل به دین نمونه و متعالی است. این جایزه به افتخار اولین رئیس براون که نمونه‌ای از ترکیب دقت فکری و مشارکت معنوی بود، اعطا می‌شود. مطالعه آکادمیک دین، به دانشجویان این توانایی را می‌دهد تا متفکرانی انتقادی شوند و فراتر از تقوای شخصی، به سمت رهبری مسئولانه حرکت کنند و به تعادلی میان ویژگی‌های سنت‌های مذهبی مربوطه و احساس مسئولیت اجتماعی و جهانی دست یابند.